# 게리 베커
게리 베커(Gary Becker, 1930-2014)는 미국의 경제학자이다. 시카고 대학교에서 오랫동안 경제학 교수로 재직하다 생을 마감했다. 전통적인 경제학의 영역이 아닌 일반적으로 사회학의 영역으로 여겨져 왔던 가족 관계, 인종 차별, 마약 중독, 범죄 등 다양한 분야에 경제학적 원리를 적용하여 경제학의 범위를 넓혔다고 평가받고 있다. 그래서 경제학의 제국주의(Economics imperialism)와 연결된다. 1992년에 노벨 경제학상을 수상했다.

## 생애
베커는 포츠빌, 펜실베이니아에서 태어났다. 그는 1951년 프린스턴 대학에서 "다국가 무역 이론"이라는 제목의 수석 논문을 완성하여 학사 학위를 받았다. 그런 다음 그는 1955년 시카고 대학에서 차별의 경제학이라는 제목의 논문으로 박사 학위를 받았다. 밀턴 프리드먼의 영향을 받았는데, 베커는 그를 "지금까지 내가 가진 가장 위대한 살아 있는 선생님"이라고 불렀다. 베커는 경제학에 대한 그의 관심을 새롭게 하는 데 도움을 준 프리드먼의 미시경제학 과정을 높이 평가한다. 몇 년 동안 Becker는 시카고에서 조교수로 일하면서 그곳에서 연구를 수행했다. 30세가 되기 전에 그는 1957년 컬럼비아 대학교에서 교수로 자리를 옮겼고 미국 경제 연구국(National Bureau of Economic Research)에서 연구를 수행했다. 1970년 베커는 시카고 대학으로 돌아왔고 1983년 시카고 사회학과의 공동 임용 제의를 받았다. 1965년에 그는 미국 통계 협회의 회원으로 선출되었다.

## 경제 분석
베커의 작업은 경제학뿐만 아니라 사회학 및 인구학을 포함한 다른 분야에도 영향을 미쳤다. 그의 가장 유명한 작품은 Human Capital이며 결혼, 가족, 범죄 행위, 인종 차별과 같은 다양한 사회학적 주제에 대해 썼다.
베커는 사람들(고용주, 고객, 직원)이 때때로 소외된 그룹에 대한 편견을 가지고 있기 때문에 소수자와 함께 일하기를 원하지 않는다는 것을 인식했다. 그는 특정 근로자를 차별할 때 고용주가 다른 근로자에게 더 많은 비용을 지불해야 편향된 근로자 없이 작업이 진행될 수 있기 때문에 차별이 기업의 비용을 증가시킨다고 말했다. 고용주가 소수를 고용하면 낮은 임금을 제공할 수 있지만 더 많은 사람을 고용할 수 있고 생산성을 높일 수 있다.
또한 베커는 많은 사람들이 높은 도덕적, 윤리적 제약 하에 운영된다는 것을 인정했지만 범죄자들은 범죄의 이점이 체포, 유죄 판결 및 처벌의 가능성과 현재의 기회에 따라 달라지는 비용보다 더 크다고 합리적으로 생각하였다. 공공정책적 관점에서 보면 과태료 인상 비용은 감시 증액 비용에 비해 사소하기 때문에 과징금을 최대화하고 감시를 최소화하는 것이 최선의 정책이라고 결론지을 수 있다.

## 학력
- 1943년~1947년: 제임스 매디슨 고등학교 (졸업)
- 1947년~1951년: 프린스턴 대학교 (학사)
- 1951년~1955년: 시카고 대학교 (박사)

## 같이 보기
- 사회 자본